# Horst Siewert (Fotograf)
Horst Siewert (* 17. September 1902 in St. Petersburg; † 20. Juni 1943 auf Kreta) war ein deutscher Tierfotograf und -filmer, Regisseur, Drehbuchautor, Kameramann, Filmproduzent, Wildbiologe und Forstmann.

## Leben

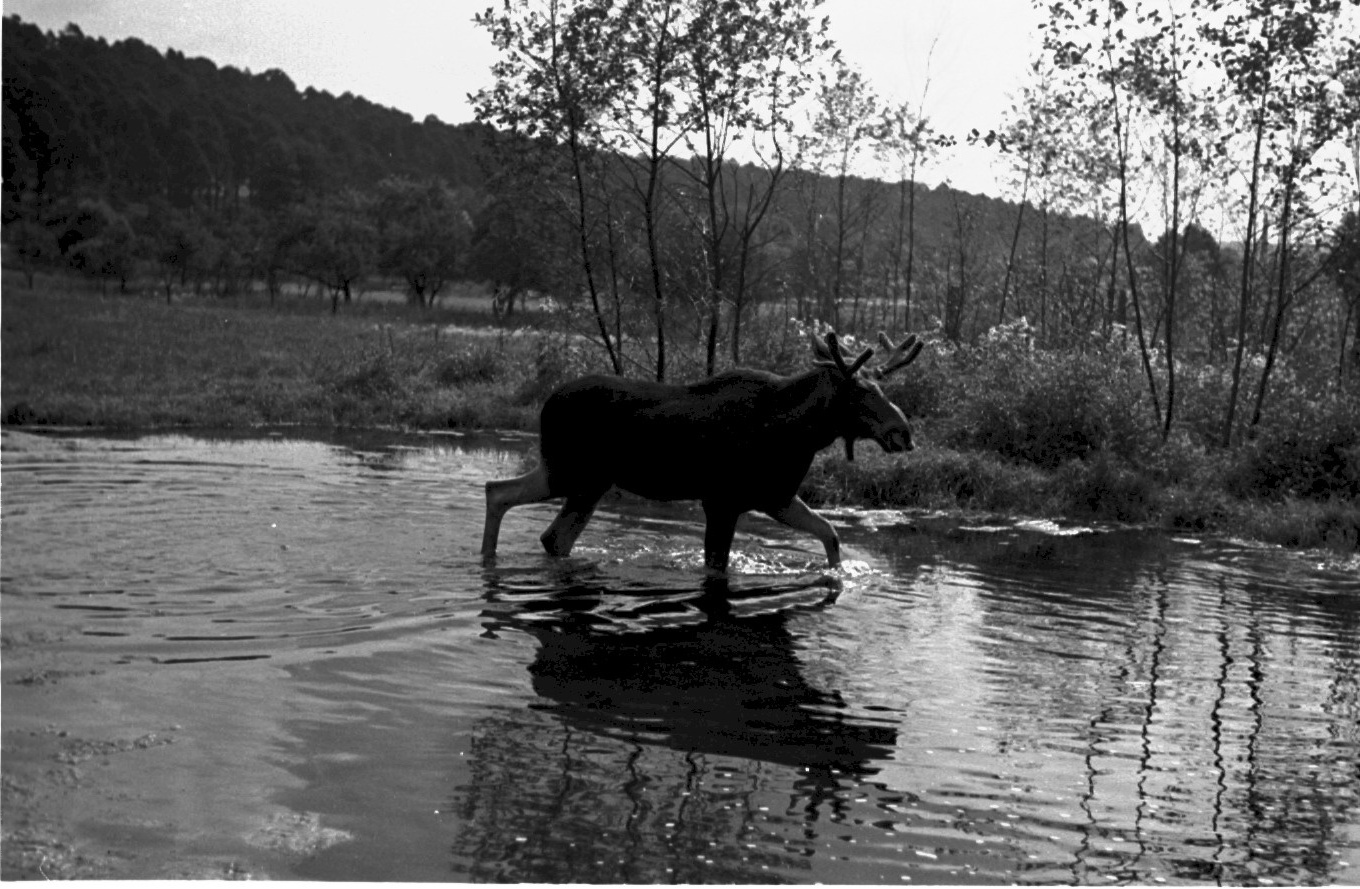
Elch in Ostpreußen, von Horst Siewert zwischen 1930 und 1940 fotografiert.

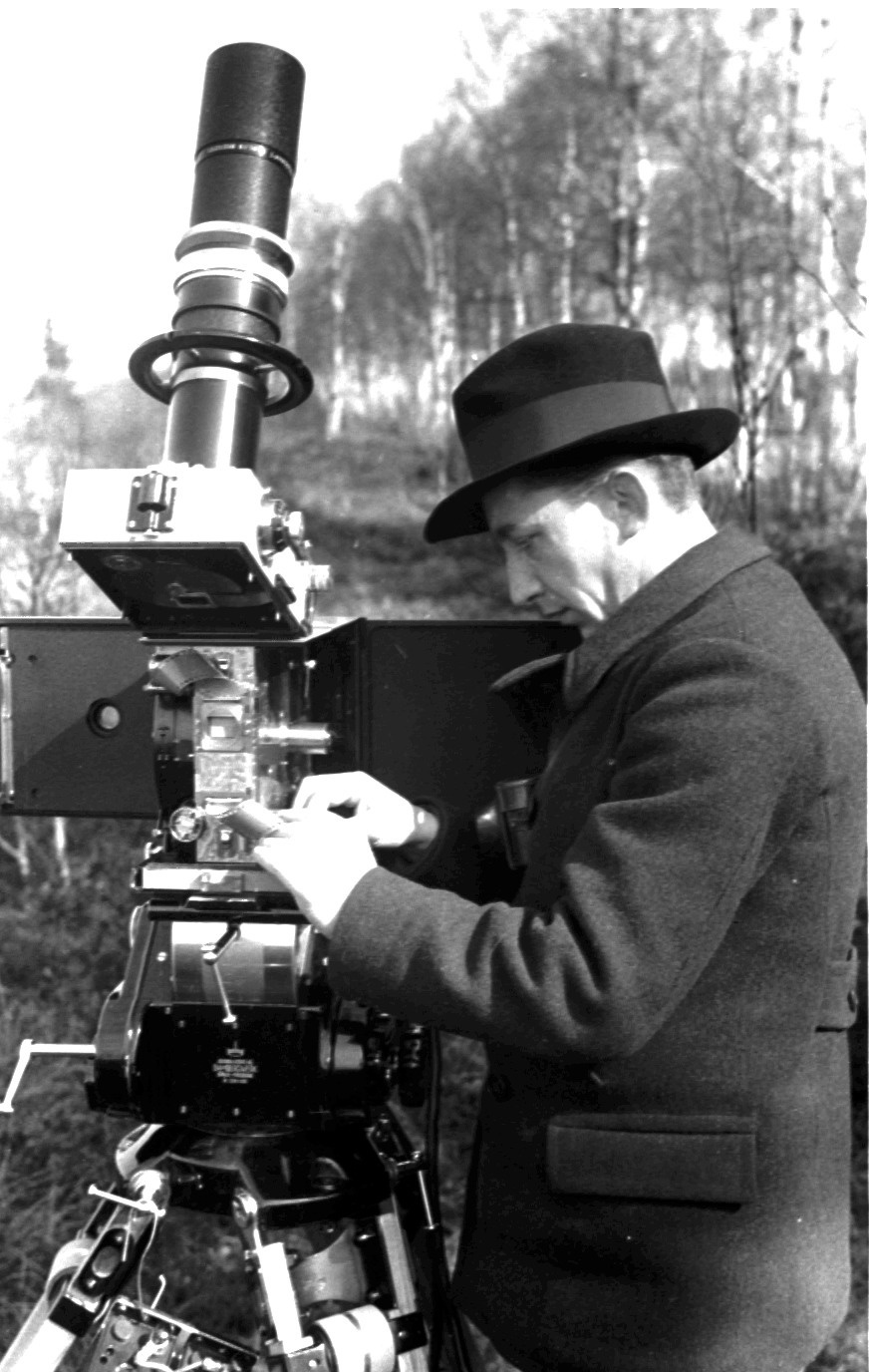
Mit Kameramann Erichhans Foerster drehte Siewert einige Tierdokumentationen. Dieses Foto von Foerster machte Siewert zwischen 1938 und 1943.

Horst Siewert war der erste Sohn des Ingenieurs Alexander Max Siewert (1873–1956) und dessen Frau. Seine Kindheit und Jugend verbrachte er in Berlin. Früh begeisterte er sich für Natur- und Tierbeobachtung und betätigte sich dafür zeichnerisch und fotografisch. 1923 begann Siewert seine Ausbildung als preußischer Forstbeflissener in der Schorfheide. 1931 bestand er die forstliche Staatsprüfung.
1934 erhielt Siewert den Auftrag am Werbellinsee in der Schorfheide ein Wildgehege zu errichten, 1936 wurde er dessen Leiter und widmete sich intensiv fotografischen Dokumentationen. Später ging aus dem Gehege die Forschungsstätte Deutsches Wild, ab 1939 unter Leitung des Zoologen Fritz Schmidt, hervor.
Im Jahr 1939 wurde er an der Forstlichen Hochschule in Eberswalde mit einer Dissertation über die Balz des Großtrappen promoviert. 1943 starb er an einem Herzinfarkt während Dreharbeiten zu Bartgeiern und Bezoarziegen auf den Weißen Bergen auf Kreta. Heinz Sielmann stellte Siewerts letzten Dokumentarfilm fertig.

## Werke
Siewerts Nachlass bestand aus mehr als 40.000 Meter Filmmaterial, mehreren tausend Glasnegativen, einer vollständigen Fotokartei und Tagebüchern. In der Nachkriegszeit verbrannte sein gesamtes Filmarchiv. Einige Glasnegative und Karteikarten befinden sich im Schorfheide-Museum in Groß Schönebeck.
- Störche. Erlebnisse mit dem schwarzen und weißen Storch. Mit 80 Bildertafeln nach Aufnahmen des Verfassers. D. Reimer, Berlin 1932.
- Wald und Wild / Forstmeister Früchtenicht. Mit 19 Bildern von Horst Siewert. Steup & Bernhard, Berlin 1934 (Der deutsche Forstbeamte, Jg. 2, Nr. 38; Kunstdrucksonderbeilage)
- Die Balz des Großtrappen. Neumann, Berlin 1939. Dissertation, FH Eberswalde, 1939 (Hochschulschrift; aus: Zeitschrift für Jagdkunde. Bd. 1, H. 1/2, S. 7–35; mit 16 Tafeln nach Naturaufnahmen und 5 Textzeichnungen des Verfassers)
- Störche. Neu herausgegeben und ergänzt von Rolf Dircksen. Bertelsmann, Gütersloh 1955.

## Ausstellungen (Auswahl)
- Horst Siewert. Meisterfotograf, Tierfilmer und Wildbiologe. Ostpreußisches Landesmuseum, Lüneburg, 2. Oktober 1999 bis 13. Februar 2000[6]

## Werk

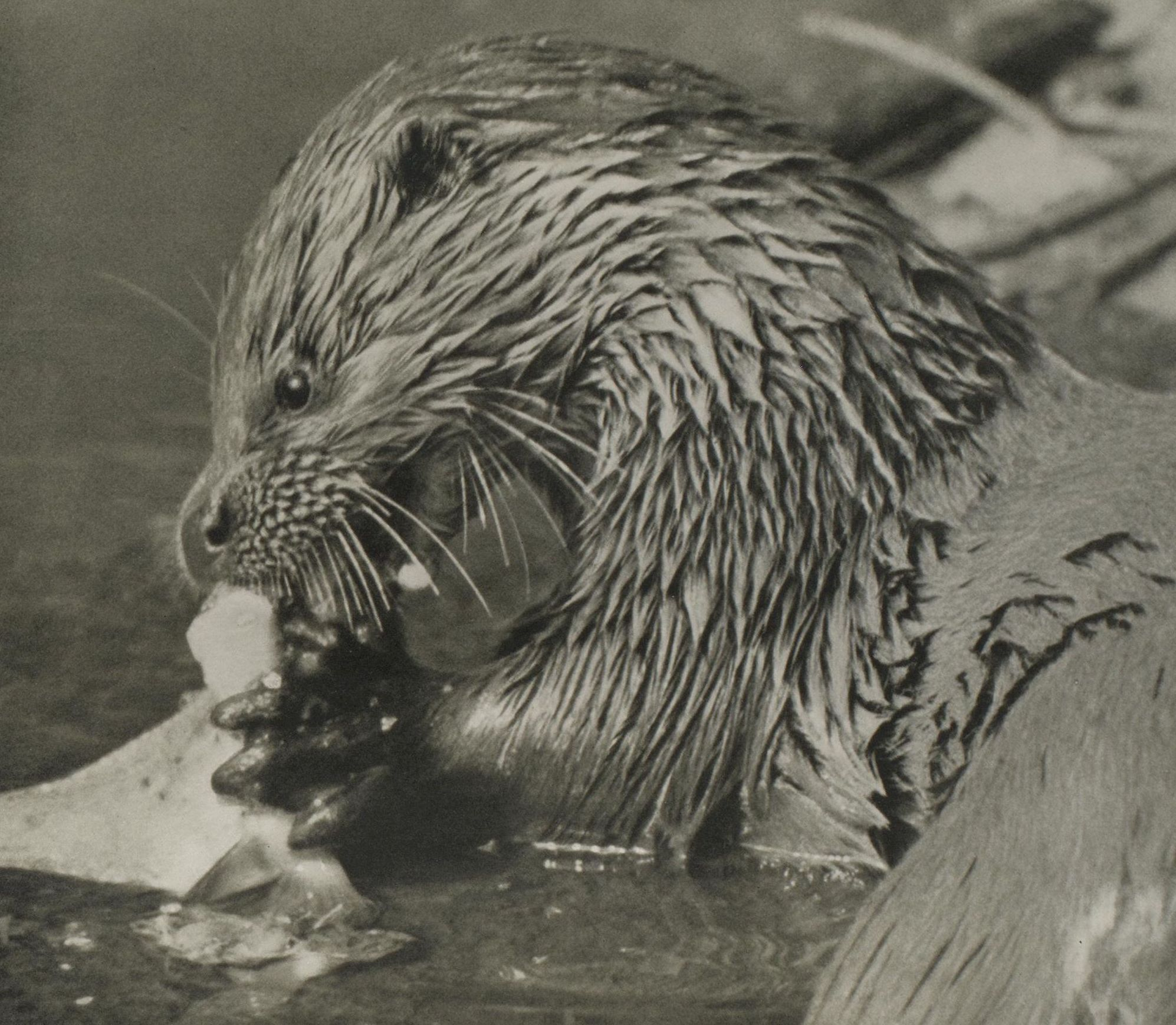
Fischotter, um 1938
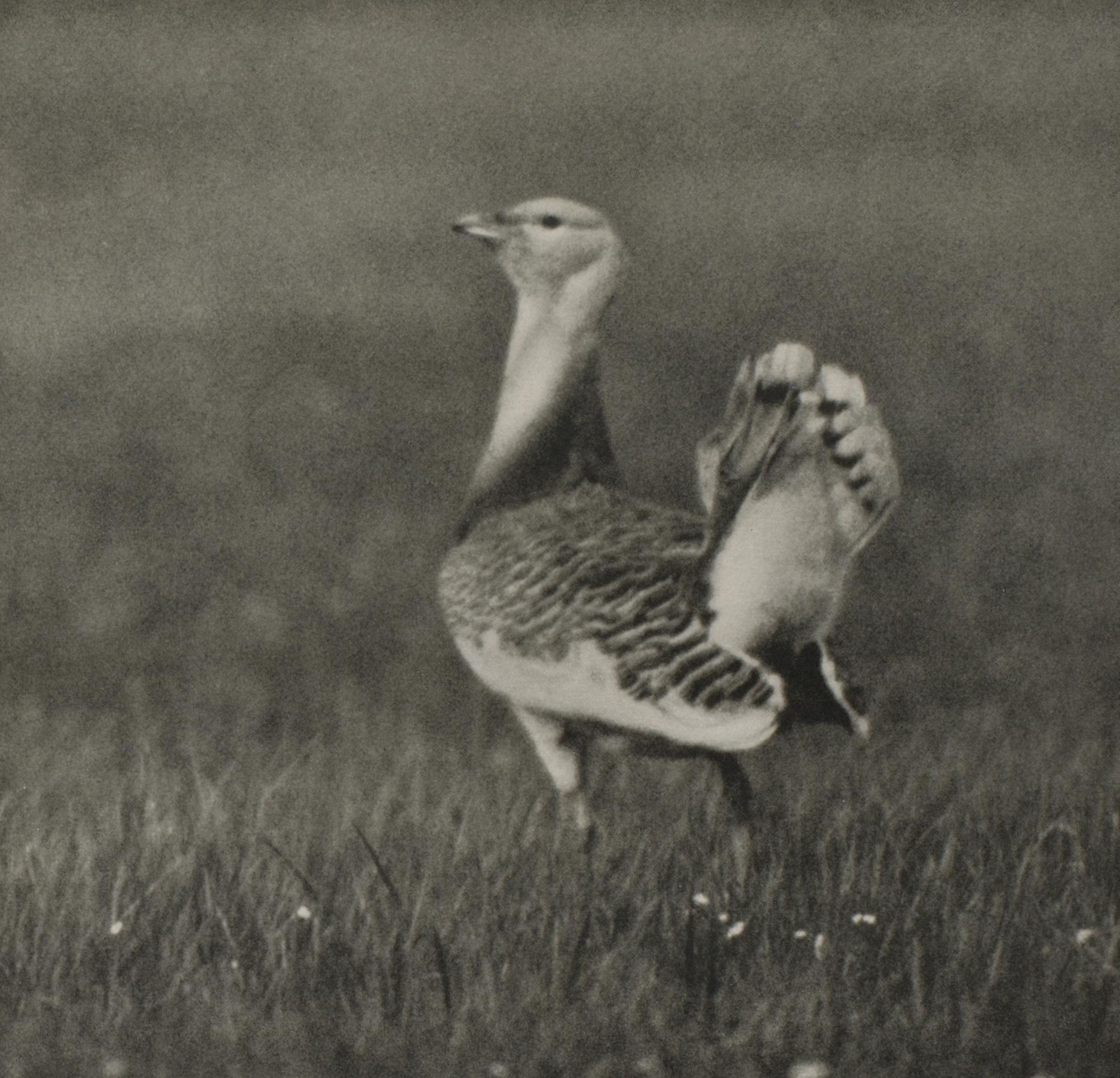
Trapphahn im Luch, um 1938